# جورج براون (لاعب كرة قاعدة)
جورج براون (بالإنجليزية: George Brown)‏ هو لاعب كرة قاعدة أمريكي، (ولد في أورورا في الولايات المتحدة 1885 – 1955 م).